# George Burns

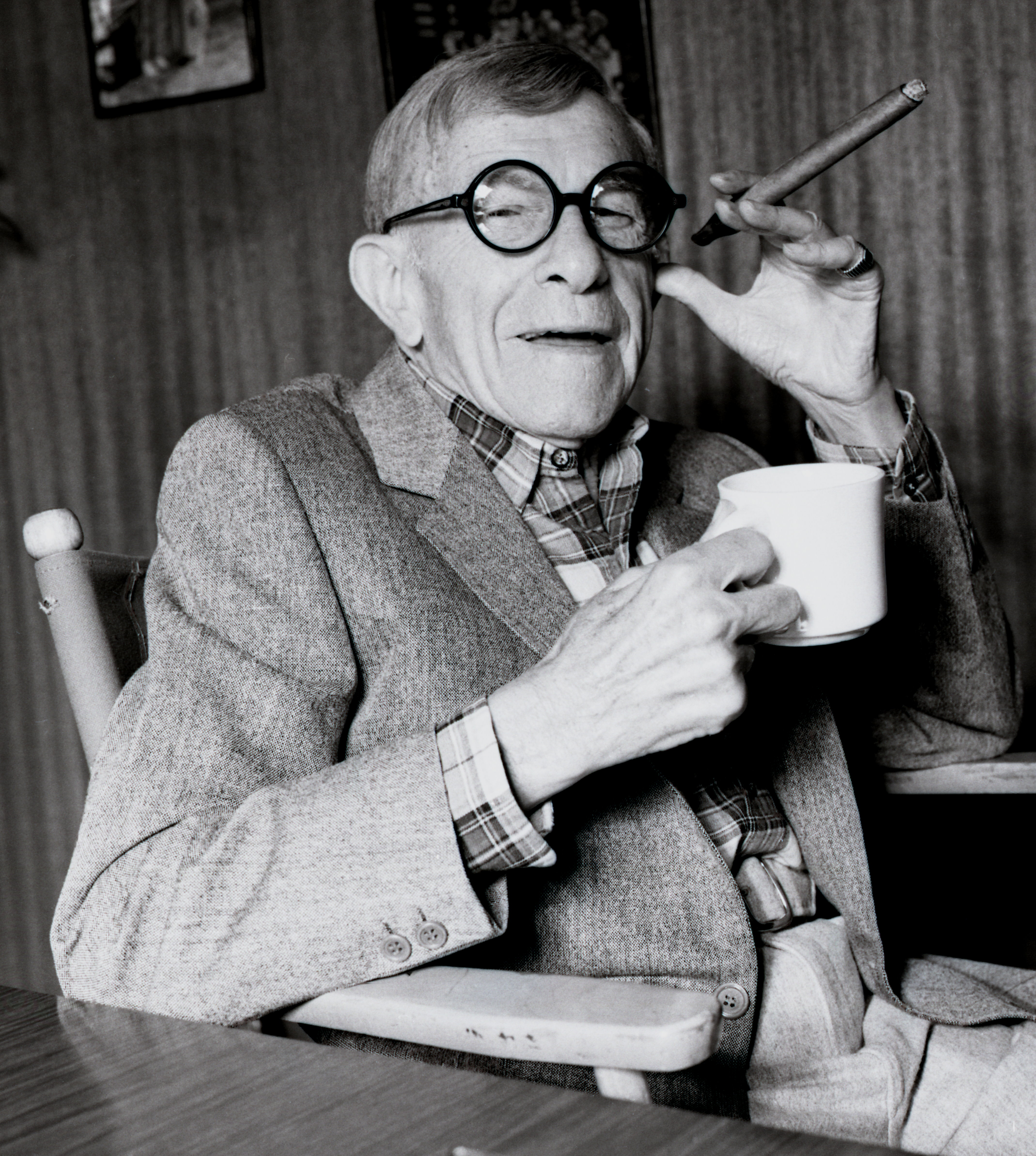
George Burns fotograferad av Allan Warren 1986.

George Burns, född Nathan Birnbaum den 20 januari 1896 i New York i New York, död 9 mars 1996 i Beverly Hills i Kalifornien, var en amerikansk komiker, skådespelare, sångare och författare.
George Burns inledde sin karriär i varietéer (vaudeville), och hade sedan en rullskridskoshow, innan han helhjärtat satsade på renodlad komedi.
År 1922 träffade han Gracie Allen och de bildade tillsammans komikerparet Burns & Allen. De gifte sig 1926 och blev populära i varietéer, på radio och film och sedermera TV. Gracie Allen avled 1964.
År 1975 gjorde Burns, som inte medverkat i en film sedan 1939, en makalös comeback i filmen The Sunshine Boys (efter Neil Simons pjäs med samma namn), för vilken han belönades med en Oscar för bästa manliga biroll. Den andre, "grinige gamle komikern" spelades av Walter Matthau i filmen.
George Burns, som ofta skämtade om både sin egen och kollegan Bob Hopes höga ålder (de kom att bli några av de absolut äldsta bland de gamla, klassiska hollywoodskådespelarna), avled strax efter sin 100-årsdag 1996 trots sitt över 70 år långa cigarrökande.

## Filmografi i urval
- 1933 – International House (med Gracie Allen)
- 1934 – Äventyr på bröllopsresan (med Gracie Allen)
- 1934 – Äventyrens ö (med Gracie Allen)
- 1937 – En flicka i knipa (med Gracie Allen)
- 1950–1958 – The George Burns and Gracie Allen Show (TV-serie) (291 avsnitt, med Gracie Allen)
- 1952–1964 – The Jack Benny Program (TV-serie) (tio avsnitt, varav fyra med Gracie Allen)
- 1956 – Huv'et på skaft
- 1958–1959 – The George Burns Show (TV-serie) (25 avsnitt)
- 1975 – The Sunshine Boys
- 1977 – Min polare Gud
- 1978 – Sgt. Pepper's Lonely Hearts Club Band
- 1979 – Going in Style
- 1980 – Oh, God! Book II
- 1984 – Oh, God! You Devil
- 1988 – 18 på nytt
- 1994 – Radioland Murders